# Росмур (Калифорнија)
Росмур (енгл. Rossmoor) насељено је место без административног статуса у америчкој савезној држави Калифорнија.

## Демографија
По попису из 2010. године број становника је 10.244, што је 54 (-0,5%) становника мање него 2000. године.
| Група             | 2000.         | 2010.         |
| Белци             | 8.662 (84,1%) | 7.845 (76,6%) |
| Афроамериканци    | 80 (0,8%)     | 84 (0,8%)     |
| Азијати           | 589 (5,7%)    | 838 (8,2%)    |
| Хиспаноамериканци | 687 (6,7%)    | 1.174 (11,5%) |
| Укупно            | 10.298        | 10.244        |